# Pirot (district)
Pirot (Servisch: Пиротски округ, Pirotski okrug) is een district in Centraal-Servië. De hoofdstad is Pirot.

## Gemeenten
Pirot bestaat uit de volgende gemeenten:
- Bela Palanka
- Pirot
- Babušnica
- Dimitrovgrad

## Bevolking
De bevolking bestaat uit de volgende etnische groepen:
- Serven: 89.985
- Bulgaren: 7313
- Roma: 3344